# Конкау (Каліфорнія)
Конкау (англ. Concow) — переписна місцевість (CDP) в США, в окрузі Б'ютт штату Каліфорнія. Населення — 402 особи (2020).

## Географія
Конкау розташований за координатами 39°46′13″ пн. ш. 121°30′49″ зх. д. / 39.77028° пн. ш. 121.51361° зх. д. (39.770316, -121.513493).  За даними Бюро перепису населення США в 2010 році переписна місцевість мала площу 71,95 км², з яких 70,98 км² — суходіл та 0,97 км² — водойми.

## Демографія
Згідно з переписом 2010 року, у переписній місцевості мешкало 710 осіб у 302 домогосподарствах у складі 178 родин. Густота населення становила 10 осіб/км².  Було 360 помешкань (5/км²).
Расовий склад населення:
| - 86,1 % — білих - 3,4 % — корінних американців - 0,7 % — азіатів - 0,4 % — вихідців з тихоокеанських островів - 1,4 % — осіб інших рас |

До двох чи більше рас належало 8,0 %. Частка іспаномовних становила 7,9 % від усіх жителів.
За віковим діапазоном населення розподілялося таким чином: 17,5 % — особи молодші 18 років, 68,4 % — особи у віці 18—64 років, 14,1 % — особи у віці 65 років та старші. Медіана віку мешканця становила 50,4 року. На 100 осіб жіночої статі у переписній місцевості припадало 115,8 чоловіків;  на 100 жінок у віці від 18 років та старших — 118,7 чоловіків також старших 18 років.
Середній дохід на одне домашнє господарство  становив 53 422 долари США (медіана — 38 319), а середній дохід на одну сім'ю — 65 925 доларів (медіана — 54 688). За межею бідності перебувало 22,4 % осіб, у тому числі 45,1 % дітей у віці до 18 років та 3,0 % осіб у віці 65 років та старших.
Цивільне працевлаштоване населення становило 145 осіб. Основні галузі зайнятості: освіта, охорона здоров'я та соціальна допомога — 29,7 %, роздрібна торгівля — 26,2 %, науковці, спеціалісти, менеджери — 11,0 %, виробництво — 9,7 %.